# Giorgia Pedone
Giorgia Pedone (* 31. August 2004) ist eine italienische Tennisspielerin.

## Karriere
Pedone begann mit vier Jahren das Tennisspielen und bevorzugt Hartplätze. Sie spielt hauptsächlich auf der ITF Women’s World Tennis Tour, wo sie bislang fünf Einzel- und vier Doppeltitel gewann.
2022 startete sie bei den vier Grand-Slam-Turnieren in den Juniorinnenwettbewerben. Bei den Australian Open kam sie mit einem Sieg über Mio Mushika in die zweite Runde des Juniorinneneinzels, wo sie dann aber gegen die spätere Halbfinalistin Liv Hovde mit 1:6 und 0:6 klar verlor. Im Juniorinnendoppel erreichte sie mit Partnerin Virginia Ferrara ebenfalls die zweite Runde. Bei den French Open verlor sie mit Partnerin Julie Štruplová im Juniorinnendoppel bereits in der ersten Runde gegen die deutsche Paarung  Ella Seidel und Joëlle Steur. In Wimbledon erreichte sie im Juniorinneneinzel mit einem 7:5- und 6:3-Sieg gegen Amelie Van Impe die zweite Runde, wo sie dann gegen Rose Marie Nijkamp mit 4:6 und 4:6 verlor. Im Juniorinnendoppel scheiterte sie mit Partnerin Kaitlin Quevedo ebenfalls an Rose Marie Nijkamp und ihrer Partnerin Angella Okutoyi mit 4:6 und 4:6. Bei den US Open verlor sie in der ersten Runde im Juniorinneneinzel gegen die Qualifikantin Rebecca Munk Mortensen mit 7:5, 1:6 und 3:6. Im Juniorinnendoppel verlor sie mit Partnerin Federica Urgesi gegen die mit einer Wildcard gestartete US-amerikanische Paarung Natalie Block und Piper Charney mit 2:6, 6:4 und [2:10].

## Turniersiege

### Einzel
| Nr. | Datum              | Turnier                  | Kategorie | Belag | Finalgegnerin         | Ergebnis       |
| --- | ------------------ | ------------------------ | --------- | ----- | --------------------- | -------------- |
| 1.  | 8. Oktober 2023    | Santa Margherita di Pula | ITF W25   | Sand  | Ane Mintegi del Olmo  | 6:2, 7:5       |
| 2.  | 11. August 2024    | Zagreb                   | ITF W50   | Sand  | Jelena Pridankina     | 2:6, 6:2, 7:5  |
| 3.  | 8. September 2024  | Piracicaba               | ITF W35   | Sand  | Jazmín Ortenzi        | 6:4, 6:2       |
| 4.  | 15. September 2024 | Leme                     | ITF W35   | Sand  | Aurora Zantedeschi    | 6:2, 6:4       |
| 5.  | 25. Mai 2025       | Bol                      | ITF W35   | Sand  | Anastassija Gassanowa | 1:6, 6:4, 7:67 |

### Doppel
| Nr. | Datum             | Turnier  | Kategorie | Belag   | Partnerin        | Finalgegnerinnen                   | Ergebnis         |
| --- | ----------------- | -------- | --------- | ------- | ---------------- | ---------------------------------- | ---------------- |
| 1.  | 13. November 2021 | Solarino | ITF W15   | Teppich | Virginia Ferrara | Jacqueline Cabaj Awad Alicia Smith | 6:1, 1:6, [10:5] |
| 2.  | 13. August 2022   | Padova   | ITF W15   | Sand    | Virginia Ferrara | Jessica Bertoldo Enola Chiesa      | 6:3, 6:4         |
| 3.  | 12. November 2022 | Solarino | ITF W15   | Teppich | Virginia Ferrara | Lian Tran Sevil Yoʻldosheva        | 6:3, 6:2         |
| 4.  | 5. Juli 2025      | Rom      | ITF W35   | Sand    | Noemi Basiletti  | Francesca Pace Sofia Rocchetti     | 6:3, 6:1         |